# Delvin Skenderovic
 (juillet 2023).
Si vous disposez d'ouvrages ou d'articles de référence ou si vous connaissez des sites web de qualité traitant du thème abordé ici, merci de compléter l'article en donnant les références utiles à sa vérifiabilité et en les liant à la section « Notes et références ».
Delvin Skenderovic, né le 23 janvier 1994 à Berane au Monténégro, est un footballeur luxembourgeois évoluant au poste de défenseur central au RFCU Luxembourg.

## Biographie

### Jeunesse et formation
Né au Monténégro, Delvin Skenderovic arrive au Luxembourg à l'âge de 5 ans. Possédant la double-nationalité, Skenderovic se forme au FC Schifflange 95 jusqu'à l'âge de 15 ans avant de partir au F91 Dudelange en 2009. Ayant peu de temps de jeu, le club dudelangeois le vend à UN Käerjéng 97 où il restera trois saisons. Durant ce passage à Käerjeng, Delvin connaît ses premières sélections avec l'équipe nationale luxembourgeoise des moins de 19 ans. Il y jouera 3 rencontres notamment aux côtés de Christopher Martins Pereira et de Marvin Martins.
Le défenseur au physique imposant (190 cm pour 85 kg) rejoint ensuite l'Union Titus Pétange, où il jouera 37 matchs en deux ans. Il retourne en 2018 au sein du F91 avec lequel il glane ses premiers trophées : champion du Luxembourg en 2019, il remporte également l'éphémère Coupe de la Ligue du Luxembourg, disparue aujourd'hui. Il participe à la Ligue Europa 2019-2020 où Dudelange affrontera le Sevilla Fútbol Club et l'APOEL Nicosie.
En juillet 2021, il signe au Racing Football Club Union Luxembourg pour trois ans et devient le défenseur central titulaire aux côtés de Abdelhakim Omrani sous les ordres de Jeff Saibene. Dès ses débuts en juillet, Skenderovic participe au tour préliminaire de la Ligue Europa 2021-2022 et perd face aux Islandais de Breiðablik Kópavogur. En mai 2022, Delvin Skenderovic participe à la finale de la Coupe du Luxembourg en tant que titulaire et remporte ainsi sa première coupe nationale avec le Racing, en battant son ancien club, le F91 Dudelange (3-2). En juillet, son équipe tombera dès son premier adversaire, au second tour de Ligue Europa Conférence 2022-2023 face aux Serbes de FK Čukarički (1-4, 0-4). Après une longue blessure à l'aine qui le laissera éloigné des terrains entre septembre 2022 et juillet 2023, il reprend la compétition le 11 juillet 2023 en amical contre le FC Metz.

## Palmarès

### Club
F91 Dudelange
- Championnat du Luxembourg
  - Champion : 2019

 Racing Football Club Union Luxembourg
- Coupe du Luxembourg
  - Vainqueur : 2022